# 劳动合同制
劳动合同制是中華人民共和國改革开放之后逐步推行的一種勞工僱用制度，依靠劳动合同确认劳资双方的权利义务。在改革开放之前，因為实施高度集中的计划经济管理模式，劳动力的招收、分配以及工资等方面都由国家统一安排，所招募的工人为终身制的国家固定工。
国家在分配劳动力之后，由企业作为代理人来处理日常劳动关系问题，但其主要职责是管理工人在生产和一些非生产领域的活动，企业没有权利改变国家在工人工资水平的统一安排，也不能自由聘用和解雇工人。

## 歷史
1951年，劳动部颁布《关于各地招聘职工暂行规定》。1962年10月，国务院制定《关于国营企业临时工的暂行规定》，1965年3月，国务院制定《关于改进对临时工的使用和管理的暂行规定》，要求国营企业使用临时工必须签订劳动合同。
随着生产资料所有制的社会主义改造的完成，劳动力的就业基本上依靠国家分配，分配之后的工作因为稳定性强被称为“铁饭碗”。这种高度集中的劳动力分配体制引发了一系列的问题，包括：劳动力流动性差、国有企业冗余员工过多、企业的社会保障体制压力过大等。这些问题也促使了对中国就业政策的改革。
20世纪80年代中期，中国开始实施对劳动合同制的探索。1983年2月，劳动人事部门下发了《关于积极试行劳动合同制的通知》，对劳动合同制进行试点，初步确定了劳动合同制的形式，并明确了用人单位和劳动者的权利及义务。
1986年国务院颁布了四项规章制度，完善了劳动合同制本身、雇佣程序、劳动保险、劳动纪律和管理者权利等方面的法律规定。同年10月1日，劳动合同制正式成为我国的就业政策，并在全国范围内实施推广。
1994年7月，颁布的《中华人民共和国劳动法》中再次确认了劳动合同制的实施。2007年6月29日，第十届全国人大常委会第二十八次会议通过《中华人民共和国劳动合同法》，将中国的劳动合同制纳入法制轨道。

## 政策内容
1. 劳动者与用人单位之间建立劳动关系应当订立劳动合同；
2. 订立和变更劳动合同，应当遵循平等自愿、协商一致的原则，不得违反法律、行政法规的规定；
3. 劳动合同应当以书面形式订立，并具备以下条款(劳动合同除前款规定的必备条款外，当事人可以协商约定其他内容。)：
  1. 劳动合同期限；
  2. 工作内容；
  3. 劳动保护和劳动条件；
  4. 劳动报酬；
  5. 劳动纪律；
  6. 劳动合同终止的条件；
  7. 违反劳动合同的责任。
4. 劳动者有下列情形之一的，用人单位可以解除劳动合同：
  1. 在试用期间被证明不符合录用条件的；
  2. 严重违反劳动纪律或者用人单位规章制度的；
  3. 严重失职，营私舞弊，对用人单位利益造成重大损害的；
  4. 被依法追究刑事责任的。
5. 有下列情形之一的，劳动者可以随时通知用人单位解除劳动合同：
  1. 在试用期内的；
  2. 用人单位以暴力、威胁或者非法限制人身自由的手段强迫劳动的；
  3. 用人单位未按照劳动合同约定支付劳动报酬或者提供劳动条件的。[3]

## 影响
- 有利于充分调动员工的积极性和提高劳动者的素质：在实行劳动合同制前的“终身制”工作时期，无论劳动者素质是否符合市场的需要，均可以在国家的安排下就业。而且不管劳动者是否努力工作，企业都没有权利解雇员工，从而形成了国有企业“铁饭碗”的局面。在实行劳动合同制之后，企业可以在与劳动者签订的合同时，可以规定劳动者的工资和福利与劳动者的工作业绩和企业的经营状况相联系，从而充分调动劳动者工作的积极性，促进了生产力的大幅提高。其次，企业可以自主进行对员工的择优录取，一方面促进了企业的快速发展，另一方面扩大了就业竞争，增大了就业压力，促进了劳动者素质的提高。[4]

- 有利于促进企业的发展和生产力的提高：劳动合同制给予企业一定程度上雇佣与解雇的自主权，企业可以招收符合自己需要的劳动力并解雇消极怠工的职工，加之劳动合同制带来的劳动者积极性和劳动者素质的提高，使得企业的生产力得到了巨大提高。

- 有利于劳动力的合理流动和实现资源的合理配置：劳动合同制消除了“一次分配定终身”的局面，促进了劳动力的合理流动，优化了劳动力素质和企业对劳动力需求之间的匹配状况，使劳动者充分的发挥自身特长与优势，为企业和社会创造更多的价值，有利于资源的合理配置。

- 有利于依法维护劳动者和用人单位的合法权利与义务：劳动合同制用法律的形式将劳动者和用人单位的权利与义务确定下来，有利于保证劳动者尽职尽责履行义务的同时根据劳动合同享受应有的权利，也明确了用人单位在雇佣和解雇中的权利。[5]